# Cerura lancea
Cerura lancea är en fjärilsart som beskrevs av William Schaus 1905. Cerura lancea ingår i släktet Cerura och familjen tandspinnare. Inga underarter finns listade i Catalogue of Life.